# Siluosaurus zhanggiani
Siluosaurus zhanggiani es la única especie conocida del género extinto  Siluosaurus   (zhn. “lagarto de la Ruta de la Seda”) de dinosaurios , ornitópodos, hipsilofodóntidos que vivió a principios del período Cretácico, hace aproximadamente 124 millones de años, en el Barremiense, en lo que es hoy Asia. Sus restos, IVPP V.11117 (1-2),  provienen del Grupo Xinminbao, en Gansu, China, siendo solo dos dientes. Es un oscuro género, solo mencionado en su descripción y al parecer fue un pequeño corredor bípedo de entre 1 y 2 metros. El nombre de la especie, S.zhanggiani, fue puesto en honor a un diplomático chino, Zhang Qian, de la dinastía Han que contribuyó en gran medida para establecer la ruta de la seda. Siendo un hipsilofodóntido o un ornitópodo basal, Siluosaurus debió haber sido un bípedo herbívoro. Su tamaño no ha sido estimado, pero la mayoría de los hipsilofodóntidos adultos medían entre 1 a 2 metros de largo, este género habría estado en el rango más pequeño, basado en los comentarios de Dong.
Los dientes que fueron llamados Siluosaurus durante la expedición sino-japonesa en 1992 a la Ruta de la Seda. Un diente pertenece a la mandíbula  superior, en el predentario, y el otro de la regió malar del maxilar. Dong Zhiming, quien nombró al género, sugirió que se trataba de un hipsilofodóntido, y los describió como perteneciente a un pequeño ornitópodo, como se considera aún hoy. Ha sido colocado sin ningún comentario dentro de los  dudosos en las actuales revisiones de los ornitópodos basales, cosa habitual en los dinosaurios basados solo en un diente.